# The Pendulum
The Pendulum è una raccolta del gruppo Horrorcore Insane Clown Posse.

## Tracce
1. Intro
2. I Don't Care (feat. Twizid)
3. The Great Show
4. Toxic Love
5. R.U. Wicked
6. Ain't Nuttin' But a Bitch Thang
7. $50 Bucks
8. Skantaclaws (feat. ABK)
9. The Amazing Maze (feat. Jamie Madrox)
10. Confessions
11. Superstar
12. Run